# WTA de Monastir
O WTA de Monastir – ou Jasmin Open Monastir, atualmente – é um torneio de tênis profissional feminino, de nível WTA 250.
Realizado em Monastir, no nordeste da Tunísia, estreou em 2022. Os jogos são disputados em quadras duras durante o mês de setembro.

## Finais

### Simples
| Ano  | Campeã        | Vice-campeã      | Resultado |
| ---- | ------------- | ---------------- | --------- |
| 2024 | Sonay Kartal  | Rebecca Šramková | 6–3, 7–5  |
| 2023 | Elise Mertens | Jasmine Paolini  | 6–3, 6–0  |
| 2022 | Elise Mertens | Alizé Cornet     | 6–2, 6–0  |

### Duplas
| Ano  | Campeãs                                | Vice-campeãs                       | Resultado         |
| ---- | -------------------------------------- | ---------------------------------- | ----------------- |
| 2024 | Anna Blinkova Mayar Sherif             | Alina Korneeva Anastasia Zakharova | 2–6, 6–1, [10–8]  |
| 2023 | Sara Errani Jasmine Paolini            | Mai Hontama Natalija Stevanović    | 2–6, 7–64, [10–6] |
| 2022 | Kristina Mladenovic Kateřina Siniaková | Miyu Kato Angela Kulikov           | 6–2, 6–0          |